# Heroes (televisieserie)
Heroes (Engels voor helden) is een Amerikaanse sciencefiction-dramaserie, bedacht door Tim Kring. Heroes ging in Amerika op 25 september 2006 op NBC in première, en liep in totaal 4 seizoenen met een totaal van 77 afleveringen.
De serie vertelt het verhaal van verschillende personen die op een dag door een vreemde zonsverduistering buitengewone gaven krijgen, zoals telepathie, het kunnen tijdreizen en kunnen vliegen. Deze personen komen er snel achter dat ze een rol spelen in het voorkomen van een catastrofe en het redden van de mensheid.

## Achtergrond
De serie volgt de schrijfstijl van Amerikaanse stripverhalen door de korte, meerdere afleveringen omvattende, verhaallijnen, die voortvloeien uit de grotere, alles omvattende verhaallijn. Kring zei dat hij weet waar hij met de serie naartoe wil voor de komende vijf seizoenen.
Het idee voor Heroes kwam van Tim Kring, bedenker van onder andere Crossing Jordan. Hij bedacht het concept in 2006. Hij besprak zijn idee met Damon Lindelof, producer van Lost, en samen stelden ze het idee voor de serie voor aan NBC.
Voor het schrijven van de serie werden voor bijna alle personages afzonderlijke scenarioschrijvers ingehuurd, die zich ook puur zouden focussen op de scènes met die personages. Deze losse scenario's werden vervolgens door een centrale schrijver tot een groot geheel samengevoegd. Het tweede seizoen van de serie werd gehinderd door een staking van de Writers Guild of America.
De muziek van het eerste seizoen is gecomponeerd door Wendy Melvoin en Lisa Coleman. Elke aflevering bevat ongeveer 30 tot 35 minuten aan muziek. De visuele effecten voor de serie werden overzien door Eric Grenaudier en John Han van Stargate Digital. De visuele effecten bestaan vooral uit computeranimatie en chromakey. Alle effecten werden pas na de opname van een aflevering toegevoegd.

## Personages

### Hoofdpersonages

#### Seizoen 1
De serie heeft twaalf hoofdpersonages, al staan er maar tien vermeld op NBC’s webpagina.
- Claire Bennet (Hayden Panettiere), ze is een tienermeisje met de gave om zich zelf te genezen (Celregeneratie).
- Noah Bennet (Jack Coleman), de adoptievader van Claire Bennet. Hij werkt bij Primatech Paper Company. Hij werkt ook voor The Company.
- Simone Deveaux (Tawny Cypress), een kunsthandelaarster en eigenaresse van een galerie in New York. Haar scepsis en liefdesleven worden op de proef gesteld. Ze werd per ongeluk gedood door Isaac Mendez, die haar twee kogels in de borst schoot.
- D.L. Hawkins (Leonard Roberts), een ontsnapte misdadiger, hij kan door vaste voorwerpen heen bewegen. Hij is de echtgenoot van Niki Sanders en vader van Micah. Die door zijn middel geschoten werd toen hij een alter ego van Nikki; Jessica ging halen in LA.
- Isaac Mendez (Santiago Cabrera), een kunstschilder die woont in New York, hij kan gebeurtenissen uit de toekomst schilderen gedurende een trance. Hij schrijft en tekent ook een stripserie genaamd "9th Wonders!". Hij is in de aflevering .07% vermoord door Sylar, die nadien zijn gave om de toekomst te schilderen opneemt.
- Hiro Nakamura (Masi Oka), een programmeur uit Tokio met de gave om ruimte-tijd te manipuleren. Hij kan tijdreizen, de tijd stoppen, versnellen of vertragen en teleporteren.
- Matt Parkman (Greg Grunberg), een politieagent uit Los Angeles met een telepathische gave waardoor hij de gedachten van mensen kan horen. Hij is getrouwd met Janice Parkman. In seizoen 2 blijkt mentale manipulatie ook bij zijn gave te horen.
- Nathan Petrelli (Adrian Pasdar), een congreslid uit New York die kan vliegen. Hij is de biologische vader van Claire Bennet. In de slotaflevering van het eerste seizoen vliegt hij weg met de op hol geslagen Peter. Nathan herstelt van de explosie van Peter door het bloed van Adam Monroe. In aflevering 11 van seizoen 2 wordt Nathan neergeschoten op het moment dat hij publiekelijk wil maken dat hij superkrachten heeft. Zijn moeder gaf opdracht voor deze aanslag. In uitgelekte beelden van het 3e seizoen is te zien dat Peter Petrelli uit de toekomst de dader is. Hij wordt vermoord door Sylar in de laatste aflevering van seizoen 3.
- Peter Petrelli (Milo Ventimiglia), een voormalig verpleegkundige en de jongere broer van Nathan. Hij heeft een empathische gave waardoor hij in staat is de gaven van anderen te absorberen waarbij hij in de buurt is, hij kan deze gave oproepen door zich te concentreren op zijn gevoel over degene van wie de gave afkomstig is. In de slotaflevering slaat zijn vermogen tot het opwekken van radioactiviteit (die hij geabsorbeerd heeft van Ted Sprague) op hol waardoor New York in de as gelegd dreigt te worden.
- Micah Sanders (Noah Gray-Cabey), de zoon van D.L. en Niki en een wonderkind, Micah is een technopath: hij kan machines en elektronica manipuleren.
- Niki Sanders (Ali Larter), de vrouw van D.L. en de moeder van Micah. Een voormalige internetstripper uit Las Vegas, ze is bovenmenselijk sterk wanneer haar alternatieve persoonlijkheid, Jessica, de overhand neemt. In de slotaflevering worden haar persoonlijkheden samengevoegd en bezit zij zelf de superkracht. Wordt in de laatste aflevering van seizoen 2 gedood door een explosie als ze Monica Dawson redt.
- Mohinder Suresh (Sendhil Ramamurthy), een professor genetica uit India. Hij reist naar New York om de dood van zijn vader, Chandra Suresh, te onderzoeken. Door zijn onderzoek komt hij in contact met mensen, die zijn vader had beschreven als mensen die bovenmenselijke gaven bezitten. Hij blijkt zelf ook een gave te bezitten: hij kan mensen met een bepaald virus genezen, het middel om die mensen te genezen is zijn eigen bloed. Dat virus is het virus waaraan zijn zusje is aan overleden en waar Molly Walker aan lijdt in de laatste afleveringen van Seizoen 1. In seizoen 3 injecteert hij zichzelf waardoor hij ook superkrachten krijgt.

#### Seizoen 2
Sylar en Ando Masahashi zijn dit jaar wel toegevoegd aan de hoofdpersonages en er zijn drie nieuwe hoofdpersonages: Takezo Kensei, Monica Dawson en Maya Herrera. Simone Devaux en D.L. Hawkins staan niet meer bij de hoofdpersonages.
- Monica Dawson (Dana Davis), wordt beschreven als een "jonge held" die alles probeert te doen om mensen om haar heen te helpen. Ze is familie van D.L. Hawkins en het nichtje van Micah. Haar gave is dat ze datgene kan doen nadat ze dat gezien heeft. Ze komt ook voor in het stripboek dat Isaac Mendez bedacht heeft
- Maya Herrera (Dania Ramirez), een vrouw uit Honduras. Als ze in paniek raakt valt iedereen om haar heen spontaan dood neer. Ze is op zoek naar dr. Suresh om een oplossing te vinden hiervoor.
- Alejandro Herrera (Shalim Ortiz), De broer van Maya Herrera. Hij kan de gevolgen van de gave van Maya weer ongedaan maken, maar wordt door Sylar vermoord.
- Takezo Kensei (David Anders), een beroemde Japanse samurai. Hij blijkt echter geen Japanner te zijn maar een Engelsman. Zijn gave is dat hij onsterfelijk is, net als Claire Bennet. Kensei blijkt in seizoen 2 nog te leven. In de huidige tijd gaat Kensei door het leven als Adam Monroe. Hij is dan meer dan 400 jaar oud. Door regeneratie van cellen heeft hij dezelfde vorm van uiterlijk als in 1671 in Japan.
- Ando Masahashi (James Kyson Lee), een vriend en collega van Hiro Nakamura, zonder een speciale gave. Hij is met hem meegereisd naar Amerika. (krijgt in seizoen 3 de gave om gaven van anderen te versterken)
- Sylar (Zachary Quinto), de schuilnaam van de voormalige horlogemaker Gabriel Gray. Hij lijkt intuïtief te begrijpen hoe dingen werken. Hij heeft verscheidene gaven, hij vermoordt mensen met gaven om deze te begrijpen en zo zelf te kunnen gebruiken. Hij is echter deze gave kwijt en heeft een lelijke wond in zijn borst. Sylar is zijn gave verloren door het Shanti-virus waarmee The Company hem heeft geïnfecteerd. Door Claires bloed krijgt hij zijn gaven weer terug. Hij wordt oppermachtig maar zijn geheugen wordt gewist door Matt Parkman op het einde van seizoen 3 en gevuld met de herinneringen van Nathan waardoor hij denkt dat hij Nathan is.
- Elle Bishop (Kristen Bell), de dochter van Company-leider Bob Bishop. Haar gave is dat ze elektrisch geladen is. Hiermee kan ze alles en iedereen op haar pad elektrocuteren. Zij wordt door de company ingezet om andere heroes op te sporen. Ze wordt in seizoen 3 vermoord door Sylar.
- West Rosen (Nicholas D'Agosto), Een student op de nieuwe school van Claire. Hij heeft de gave te kunnen vliegen, net als Nathan Petrelli. Hij wordt het nieuwe vriendje van Claire Bennet.

Seizoen 3
- Claire Bennet (Hayden Panettiere), In dit derde seizoen komt ze weer terug, ze heeft in dit seizoen weer problemen met haar vader. Ook met haar krachten krijgt ze problemen, na een ontmoeting met Sylar voelt ze geen pijn meer.
- Noah Bennet (Jack Coleman), is de adoptievader van Claire en een werknemer van Primatech. Hij gaat in het derde seizoen samenwerken met Sylar nadat Level 5 is opgeblazen, en iedereen is ontsnapt. Hij moet ervoor zorgen dat alle Villians weer terug naar Level 5 gaan zodat ze geen mensen kunnen aanvallen. Hij krijgt ook hulp van de echte moeder van Claire.

Seizoen 4
- Samuel Sullivan (Robert Knepper)

### Terugkerende personages
In de serie spelen ook veel gast- en terugkerende personages mee. Er zijn ook een aantal personages die evenals de boven genoemde 'Heroes' gaven bezit.
- Claude (Christopher Eccleston), een voormalige medewerker van Primatech. Hij heeft de gave van onzichtbaarheid.
- Hana Gitelman (Stana Katic), een voormalige Mossad agente. Ze heeft de gave van cyberpathy, hiermee kan ze draadloze communicatiesignalen ontvangen en verzenden.
- The Haitian (Jimmy Jean-Louis), een voormalige medewerker van Primatech. Hij heeft de gave om gedachten binnen te gaan, te doorzoeken en eventueel te wissen. Hij lijkt ook in staat te zijn de gaven van anderen te blokkeren (al lijkt dat niet bij iedereen te lukken). Wordt in het tweede seizoen gered van het Shanti-virus door Mohinder.
- Daniel Linderman (Malcolm McDowell), eerst een onzichtbaar personage, later gespeeld door Malcolm McDowell. Hij is een maffiabaas en heeft verscheidene banden met de hoofdpersonages. Hij is een verzamelaar van kunst en antiek en blijkt de gaven te hebben om levende dingen te genezen. Hij wordt in "Landslide" gedood door D.L. Hawkins.
- Eden McCain (Nora Zehetner), een voormalige medewerkster van Primatech. Ze heeft de kracht van overtuiging; door middel van spreken kan ze mensen haar wil opleggen. Ze pleegt in de aflevering Fallout zelfmoord om te voorkomen dat Sylar haar gave kan afpakken.
- Angela Petrelli (Cristine Rose), moeder van Nathan en Peter Petrelli. Ze heeft de gave om in haar dromen de toekomst te zien en heeft vroeger mensen onnodig vermoord.
- Ted Sprague (Matthew John Armstrong), een voormalige verkoper. Hij heeft de gave om ioniserende straling te genereren en manipuleren, al lijkt hij dit nog niet volledig onder controle te hebben. Ted heeft zijn vrouw verloren doordat hij haar heeft besmet met zijn radioactiviteit. De controle hangt samen met zijn humeur. Hij werd in "Landslide" vermoord door Sylar, die zijn gave absorbeerde.
- Candice Wilmer (Missy Peregrym), medewerkster van Primatech. Ze heeft de gave van illusie, hierdoor kan ze haar verschijning en die van haar omgeving anders doen voorkomen. In de aflevering "Kindred" wordt ze vermoord door Sylar, hierdoor zien we haar ware identiteit. Ze is in werkelijkheid een dikke vrouw.
- Molly Walker (Adair Tishler), meisje ontdekt door Matt Parkman na een aanval van Sylar, heeft de gave van helderziendheid en kan zo de locatie van anderen ontdekken. Ze wordt later door 'The Company' gebruikt om de locatie van andere heroes te vinden onder de naam 'The Walker System' of 'The Tracking System'.
- Kaito Nakamura(George Takei), de vader van Hiro. Hij heeft samen met Angela Petrelli, Lindermann en anderen een organisatie opgericht om de wereld te "helen". Zijn gave blijft onbekend. Hij wordt in "Four Months Later" vermoord door Adam Monroe.

### De vorige Heroes
Er is ooit al eens een verbond van 'Heroes' geweest. Hun opzet was de wereld te redden en te genezen, maar sommigen zijn van het rechte pad afgeweken.
- Charles Deveaux (Richard Roundtree), de vader van Simone Deveaux en een van de oprichters van 'The Company', hij kan net als Matt Parkman en Maury Parkman gedachten lezen en beïnvloeden.
- Daniel Linderman (Malcolm McDowell), heeft de gave om zieke dingen te genezen, heeft een casino in Las Vegas.
- Kaito Nakamura (George Takei), de vader van Hiro Nakamura, kan alles als een computer relativeren en heeft hierdoor veel macht op de beurzen.
- Arthur Petrelli (Robert Forster), de vader van Nathan Petrelli en Peter Petrelli, echtgenoot van Angela Petrelli, heeft de gave om van andere heroes gaven af te pakken. Tijdens de oorlog in Vietnam werd hij 'Dallas' genoemd, hij vocht er zij aan zij met Mr. Linderman..
- Bob Bishop (Stephen Tobolowsky), Een van de oprichters van Primatech. Hij geeft de gave van alchemy waarin hij elke stof kan veranderen in goud. (Het is niet bekend of hij het ook in andere stoffen kan veranderen.)Bob wordt in seizoen 3 vermoord door Sylar.
- Maury Parkman (Alan Blumenfeld), Matts vader hij kan ook gedachten lezen, maar is al veel verder met deze kracht dan Matt. Hij kan bijvoorbeeld mensen in een soort droom wereld opsluiten waarin zij hun nachtmerries realistisch ervaren. Maury Parkman heeft er ook voor gezorgd dat Molly in een coma verzeilde toen zij hem probeerde te vinden. Hij wordt door Arthur Petrelli vermoord in seizoen 3.
- Adam Monroe (David Anders), Adam Monroe is dezelfde persoon als Takezo Kensei. In seizoen 2 blijkt hij nog steeds te leven, dit komt doordat hij dezelfde gave heeft als Claire; hij is onaantastbaar en door vele malen celregeneratie heeft hij ook het eeuwige leven. Hij is het grote brein van alle misdaden van de vorige heroes. Hij wil het zeer dodelijke Shanti-virus verspreiden. Wordt in de laatste aflevering van seizoen 2 levend begraven door Hiro. In seizoen 3 graven Hiro en Ando hem weer op in opdracht van Angela Petrelli. Adam Monroe wordt in seizoen 3 vermoord door Arthur Petrelli.
- Victoria Pratt (Joanna Cassidy), Een van de oprichters van Primatech. Zij wordt in haar huis vermoord door Adam Monroe. Haar gave is biogenetica, met andere woorden, is ze zéér goed in het veranderen van celstructuur etc. Ook is ze de uitvinder van het Shanti-virus, deze heeft ze geïsoleerd uit het dode lichaam van Shanti, het zusje van Mohinder.
- Angela Petrelli (Cristine Rose), Een van de oprichters van Primatech samen met haar man Arthur Petrelli moeder van Nathan Petrelli en Peter Petrelli. Ze heeft de gave om de toekomst te zien in haar dromen.

## Verhaal
Het verhaal van Heroes is in opzet gelijk aan de verhalen in stripboeken. Net als in stripboeken heeft Heroes een grote alles omvattende verhaallijn en kleinere verhaallijnen binnen een hoofdverhaallijn. Ongeacht uit welke personages of gebeurtenissen een seizoen bestaat, alle seizoenen van Heroes gaan over gewone mensen die hun vaardigheden ontdekken en hun reactie op deze ontdekking.
Elke aflevering bevat nieuwe antwoorden en vragen, en zorgt voor de ontwikkeling van het verhaal en/of de personages. De hoofdverhaallijn in het eerste seizoen draait om het stoppen van een explosie van een immense proportie welke plaatsvindt in de toekomst. De verhaallijn wordt in eerste instantie gedragen door twee personages, Hiro Nakamura en Isaac Mendez, Hiro zag het in de toekomst en Isaac schilderde het naar een visioen.

### Seizoen 1: Genesis
De eerste vier afleveringen van het eerste seizoen draaien rond de personages en het ontdekken van hun gaven.
Aan het einde van de vierde aflevering gebeurde datgene wat de aftrap voor de tweede verhaallijn vormde, die draaide om het bericht ontvangen door Peter Petrelli, "Save the cheerleader, save the world" (Red de cheerleader, red de wereld) wat is verbonden aan de reeds voorziene explosie. Aan het einde van deze verhaallijn hebben de personages langzamerhand hun gaven en het bestaan van anderen zoals hen ontdekt. Sommigen begonnen zich te realiseren dat ze samen moeten werken om een catastrofe, een nucleaire ramp in New York, te voorkomen.
Isaac Mendez, een kunstenaar die de gave heeft om de toekomst te schilderen, voorspelt de nucleaire ramp en maakt een stripverhaal over het avontuur van Hiro, de tijdreiziger en Ando, zijn beste vriend die in dit seizoen nog geen gave bezit. Zij volgen het stripverhaal stap voor stap om zo iedereen duidelijk te maken wat hun rol is in het voorkomen van deze ramp.
In de latere afleveringen wordt bekend dat de speciale gaven al langer bekend zijn. Een groep invloedrijke mensen (waaronder Angela Petrelli, Charles Deveaux, Mr. Linderman en Kaito Nakamura) wil deze gaven gebruiken voor het "helen" van de wereld. Later valt de groep uit elkaar, vanwege onenigheid over de te volgen aanpak. Linderman en Petrelli willen een catastrofe (een nucleaire explosie in New York) gebruiken om de wereld te verenigen; Deveaux en Nakamura zijn tegen. De groep valt uiteen waarna ieder zijn plannen doorzet. Van deze groep bezitten in ieder geval twee zelf ook gaven: Mr. Linderman kan genezen en Charles Deveaux kan onzichtbare personen waarnemen.

### Seizoen 2, Generations
In 24 september 2007 werd in Amerika gestart met het tweede seizoen: Generations. Het tweede seizoen begint in het verhaal 4 maanden na het einde van seizoen 1.
Peter Petrelli wordt wakker in een container in Ierland en kan zich niet meer herinneren wie hij is of hoe hij daar is gekomen. Hij wordt gevonden door Ricky McKenna en zijn vriend, twee Ierse criminelen die hem meenemen naar hun schuilplaats. Hier ontmoet hij Caitlin, de zus van Ricky, hij wordt verliefd op haar. Peter komt er beetje bij beetje achter dat hij over geweldige gaven beschikt. Ricky heeft een box met de spullen die Peter bij zich droeg toen ze hem vonden en wil dat Peter in ruil daarvoor een klus voor hem opknapt. Intussen wordt Peter gezocht door Elle, een dame die de gave elektriciteit af te schieten. Zij vindt Peters schuilplaats en vermoordt Ricky en zijn partner. Hij verstopt zich samen met Caitlin waar hij de een schilderij schildert van hem en Caitlin voor een warenhuis in Montreal. In de box vinden ze een ticket naar Montreal. Daar aangekomen ontdekken ze een leeg gebouw waar enkel nog een post-it hangt met daarop: "We hadden gelijk over de company, we moeten hen stoppen -Adam." Peter teleporteert zichzelf samen met Caitlin naar de toekomst waar hij erachter komt dat hij dood is samen met 93% van de gehele wereld bevolking die door een zeer dodelijk losgelaten virus om het leven zijn gekomen. Hier ontmoet hij zijn moeder en herinnert zich een klein beetje van wie hij is. Hij wordt terug geteleporteerd naar het heden ditmaal zonder Caitlin en ontmoet een oude bekende...
In een Mexicaans stadje vluchten Alejandro Herrera en zijn zus Maya Herrera van de politie. Als Maya in paniek raakt valt iedereen om haar heen spontaan dood neer, alleen Alejandro kan het weer ongedaan maken. Zij vluchten het land uit op weg naar Dr. Suresh die zij kent uit een boek. Zij ontmoeten Sylar, die zijn gaven kwijt is en gewond is. Hij gaat met ze mee naar Amerika. Alejandro vertrouwt het niet...
Niki laat Micah logeren bij zijn nichtje Monica Dawson, die erachter komt dat ze de gave heeft dat ze alles wat ze ziet kan uitvoeren. Nikki lijkt verlost van haar alters en werkt nu voor de Company in ruil voor volledige genezing. Omdat Bob Mohinder niet vertrouwt, wijst hij Nikki toe als zijn partner.
Hiro Nakamura is teruggekeerd naar 1671, de tijd van Takezo Kensei. Hij ontmoet de legendarische Takezo Kensei maar ontdekt al vlug dat hij allesbehalve een legendarische held is maar meer een Britse dronkaard die enkel vecht voor geld. Als de zwaardsmeder wordt ontvoerd beseft Hiro dat Kensei haar moet redden om het hart te winnen van diens dochter en de legende te herstellen. Dit interesseert Kensei echter niet en de dochter gaat zelf op zoek naar haar vader. Hiro gaat verkleed als Kensei achter haar aan en kan dankzij zijn gave de troepen van Whitebeard afschrikken. Zo wint hij ook het hart van Yaeko, de dochter van de smid. Kensei is woedend als hij hoort wat Hiro gedaan heeft en als snel de troepen wraak nemen en schieten enkele pijlen in de borst van Kensei. Deze wondes genezen en Kensei gaat met hernieuwde moed achter Whitebeard aan om zo de vader van Yaeko te redden. Hiro en Kensei worden goede vrienden en samen kunnen ze de zwaardsmeder redden, Hiro teleporteert zich samen met Yaeko weg terwijl Kensei achter na komt. Yaeko beseft dat degene die haar redde niet Kensei maar Hiro was en ze kussen, Kensei is woedend en levert Hiro, de zwaardsmeder en Yaeko uit aan Whitebeard. Hiro wordt boven een pot opium gehangen waardoor hij te versuft is om zijn gave te gebruiken. Door zich te concentreren lukt het uiteindelijk wel, Hiro keert terug om de legende van Kensei in ere te herstellen maar wordt door de echte Kensei tegengehouden. Ze vechten samen in een tent vol buskruit die vuur vat. Als de tent op ontploffen staat wil Hiro Kensei redden, Kensei weigert en Hiro kan nog net op tijd weg teleporteren. Yaeko belooft de legende van Kensei alle eer aan te doen en Hiro teleporteert weer terug naar het heden.
Ondertussen sluit Nathan, die de knal overleefd heeft, zich aan bij Matt en proberen ze er samen achter te komen wie Kaito Nakamura heeft vermoord. Ze komen erachter dat Maury Parkman, Matts vader, bij de oude groep heroes hoort en verdenken hem van de moorden. Ook Angela Petrelli krijgt het teken dat ze vermoord zal worden. Om dit te voorkomen geeft zij zichzelf aan als de moordenaar. Matt en Nathan bezoeken Maury en ontdekken dat hij dezelfde gave heeft als Matt, maar ondervinden dat deze veel verder gevorderd is. Ze ontdekken dat hij Bob wil vermoorden en proberen uit te vinden waarom...
Intussen zijn Noah Bennet met Claire en hun familie een nieuw leven begonnen in een andere stad. Hier komt Claire erachter dat zij niet alleen kan genezen maar dat haar ledematen ook in staat zijn weer aan te groeien. Op school ontmoet ze haar nieuwe vriendje West Rosen, die de gave heeft te kunnen vliegen. Noah stuurt Mohinder Suresh naar "The Company" om als insider te functioneren. Noah wordt weer herenigd met "The Haitian" en probeert de schilderijen van Isaac Mendez in handen te krijgen. Suresh komt erachter dat Elle de dochter is van Bob die haar eropuit gestuurd heeft om Peter te vinden. Samen met Suresh proberen ze Claire te vinden om met haar bloed mensen te kunnen genezen. Mohinder sluit zich aan bij The Company en keert zich tegen Noah.
Peter ontmoet een oude bekende...
Takezo Kensei, die nu de naam Adam Monroe gebruikt, blijkt na ruim 400 jaar nog steeds in leven te zijn en geeft Peter een foto van Nathan en vertelt hem dat het zijn broer is. Peter herinnert zich alles weer en gaat samenwerken met Adam Monroe.
4 maanden eerder:
Nadat Peter ontploft is en zichzelf weer genezen heeft brengt hij de ernstig verbrande Nathan naar het ziekenhuis. Hij wordt echter gevangengenomen door De Company die hem beloven ervoor te zorgen dat hij zijn gaven onder controle kan houden. Daar ontmoet hij Elle. Zijn krachten worden in bedwang gehouden door de Haitian. Hij wordt opgesloten en hij ontmoet Adam Monroe, die daar ook vastzit, en onsterfelijk geworden is. Samen ontsnappen zij en gaan ze naar Nathan om hem bloed van Adam te geven om hem te genezen. Ze worden gevonden door de Company en de Haïtian gaat achter Peter aan, de Haïtian staat echter niet aan de kant van De Company en wist Peters geheugen sluit hem op in een container om hem te beschermen. Nikki gaat naar de Company om Jessica weg te laten halen. Zij krijgt hiervoor medicijnen.
Helaas mislukt dit en Nikki wordt weer Jessica en vlucht weg van D.L. en Micah om te feesten. D.L. gaat haar achterna om haar mee terug te nemen. Als hij haar heeft gevonden, staat ze te dansen met een man die haar niet wil laten gaan en D.L. probeert te slaan. D.L. gebruikt zijn gave en de man slaat door hem heen. Hij geeft Jessica een foto van zichzelf en Micah en ze verandert terug in Nikki. Op hun weg naar de uitgang komt de man terug en schiet D.L. neer.
Hiro keert terug naar het heden. Hier hoort hij dat zijn vader dood is. Hij gaat terug in de tijd om hem te redden, maar zijn vader vertelt hem dat hij niet voor god mag spelen en dat als het zijn tijd is niemand er iets aan mag doen. Hij komt erachter dat Takezo Kensei de moordenaar is.
Matt ontdekt dat zijn gave verder gaat dan alleen gedachten lezen. Hij ontdekt dat hij mensen kan laten doen wat hij wil. Matt gaat naar de gevangenis om Angela Petrelli te ontmoeten. Die wil hem niks vertellen maar door middel van zijn "nieuwe" upgrade laat hij haar vertellen wie de echte moordenaar is en waarom deze levensgevaarlijk is. Verder vraagt hij wie de vrouw is op de foto waar alle oude heroes op staan. Ondanks zijn upgrade weigert zij te vertellen wie zij is omdat alles om haar draait en dit een groot geheim is... Aan het einde van de aflevering zie je echter Parkman de foto vasthouden met daar op alle namen van de verschillende mensen.

#### Inkorten seizoen 2
De elfde aflevering, die op 3 december 2007 werd uitgezonden, eindigde met de woorden: "End of volume two". Daarna werd er een stukje getoond dat volume 3, genaamd Villains, aankondigde. Dit zagen we ook bij de laatste aflevering van seizoen 1, dus hoogstwaarschijnlijk is dit de laatste aflevering van seizoen 2 geweest. Door de staking van scenaristen moesten de opnames noodgedwongen stilgelegd worden.

### Seizoen 3: Villains (deel 1) en Fugitives (deel 2)
Het seizoen bestaat uit twee delen. Het eerste wordt uitgezonden in de herfst van 2008 en kreeg als titel Villains mee.

Het tweede deel, dat uit twaalf afleveringen bestaat zal Fugitives heten.
- Seizoen 3 wordt uitgezonden sinds 12 maart 2009 in België op VT4
- Seizoen 3 wordt uitgezonden sinds 22 september 2008 en 2 februari 2009 in de Verenigde Staten.

### Villains
In een van de eerste afleveringen van het derde seizoen wordt Level 5 geopend. Level 5 is de instelling onder PrimaTech waar villians worden gehouden. Nadat al de deuren open gingen vluchtten al die mensen.
Die Villians worden teruggebracht door o.a. Noah Bennet, Sylar die eerst zelf in een cel zat maar ook de echte moeder van Claire en The Haitian.
Maar naast Level 5 zijn er meer partijen die de villains willen vangen. Arthur Petrelli heeft tijdens zijn ziekte een bedrijf opgezet genaamd:Pinehearst company
Nadat Adam Monroe naar de vader van Peter en Nathan, Arthur Petrelli is gebracht krijgt hij de krachten van Kensei en komt hij weer tot leven. Dat is het moment waar Adam echt om het leven komt. Nu Arthur weer goed tot leven is kan hij zijn bedrijf goed uitbreidden en de nog niet afgemaakte formule afmaken. Dat doet hij door middel van dr. Suresh te vragen.
Dr. Suresh heeft zich in het begin geïnjecteerd met een incomplete zelfontwikkelde formule, daardoor is hij aan het veranderen. Om die verandering tegen te gaan gaat hij op zoek naar Villians en gebruikt die om de formule te perfectioneren. Dat lukt totdat Nathan en de zus van Nikki bij hem langs gaan, zij waarschuwen Noah Bennet. Dr Suresh helpt vanaf dat moment Arthur Petrelli om de formule te perfectioneren.
Hiro en Ando krijgen de opdracht om de bewaarde formule van de vader van Hiro te bewaken en de kluis niet te openen. Zij openen de kluis wel en op dat moment komt de supersnelle Daphne langs en steelt de halve formule. De andere helft is in de handen van Angela Petrelli, de eigenaar van Level 5.
Hiro en Ando proberen de formule weer terug te krijgen maar dat lukt niet. Ze krijgen een andere taak namelijk het tegengaan van het uitlekken van die formule, dat doen ze door Daphne te helpen en te werken voor haar.

### Seizoen 4: Redemption
Seizoen vier bestaat uit volume vijf, Redemption, en bevat 18 afleveringen die beginnen op 21 september 2009 met een twee uur durende première. Seizoen vier vindt plaats zes weken na de gebeurtenissen van seizoen drie. De helden proberen terug te keren naar hun normale leven, Peter keert terug naar zijn baan als verpleger, terwijl Claire naar de universiteit gaat. Sylars verworven vaardigheden beginnen zich te manifesteren als Nathan worstelt om zijn identiteit te behouden en het bewustzijn van Sylar, gevangen in gedachten van Matt Parkman, martelt hem op zoek naar zijn lichaam. Een carnavalgroep is ingevoerd, geleid door Samuel Sullivan (Robert Knepper). Samuel probeert meer mensen te werven met vermogens. Samuel probeert aan de wereld te tonen dat mensen met capaciteiten bestaan en gevreesd moeten worden door te proberen om duizenden mensen in New York te vermoorden. In de vierde seizoensfinale, "Brave New World", onthult Claire het bestaan van mensen met speciale vaardigheden. Hiervoor springt ze van een reuzenrad, waarna ze weer opstaat en geneest voor de ogen van een groep verslaggevers en fotografen.
Op 14 mei 2010 heeft NBC aangekondigd dat Heroes niet zou terugkeren voor een vijfde seizoen, vanwege de hoge kosten van de productie en verminderde kijkcijfers.
Er waren plannen om een film te maken die zich na de laatste aflevering van seizoen 4 zou afspelen, maar in september 2010 heeft NBC aangekondigd niet door te gaan met een Heroes-film, waardoor er een definitief einde aan de serie kwam.
De serie heeft een open einde.
In september 2015 keerde Heroes eenmalig terug in een seizoen met dertien afleveringen, onder de naam Heroes Reborn. De oorspronkelijke bedenker en uitvoerend producent Tim Kring was weer de drijvende kracht.

## Uitzendingen
Toen de serie in de Verenigde Staten in première ging, was het die avond het best bekeken programma onder volwassenen van 18 tot 49 jaar. In totaal keken 14,3 miljoen mensen, het was daarmee de best bekeken eerste aflevering van een dramaproductie van NBC van de laatste vijf jaar.
Op 6 oktober 2006 maakte NBC directeur Kevin Reilly bekend dat Heroes een volledig seizoen zou krijgen. Op 17 januari 2007 maakte Reilly bekend dat Heroes een tweede seizoen krijgt. Dit ging van start op 24 september 2007 in Amerika.
De serie werd vanaf 21 juni 2007 uitgezonden in Nederland door RTL 5. RTL heeft een overeenkomst met NBC Universal, de studio die Heroes produceert. Daarnaast kon de serie enkel bekeken worden in Nederland toen deze ook in 2007 werd uitgezonden door de Britse publieke zender BBC Two. In Vlaanderen wordt de serie uitgezonden op VT4. Deze zond de eerste aflevering uit op 5 maart 2007. De tweede reeks begon er op 3 maart 2008. Het derde seizoen is begonnen op donderdag 12 maart 2009.
BBC Two startte op 24 april 2008 met de tweede reeks. Sinds 1 oktober 2008 is seizoen 3 te zien op BBC Two. Het vierde seizoen startte op 21 september 2009 in Amerika op NBC.
Door de tegenvallende kijkcijfers werd de reeks stopgezet na 77 afleveringen en 4 seizoenen. Eerst was er sprake van een film te maken na de laatste aflevering, maar die plannen werden al snel terug opgeborgen, waarmee er een definitief einde kwam aan de reeks.

## Internationale uitzendingen
| Azië Hongkong Malediven Pakistan Singapore Sri Lanka Taiwan Thailand | Star World                       | 31 januari 2007                   |
| Argentinië                                                           | Zender van Universal             | 9 maart 2007                      |
| Australië                                                            | Channel Seven                    | 31 januari 2007                   |
| België                                                               | VT4                              | 2007                              |
| Brazilië                                                             | Rede Record Zender van Universal | 2 maart 2007                      |
| Canada                                                               | Global Television Network        | 25 september 2006                 |
| Chili                                                                | Zender van Universal             | maart 2007                        |
| Duitsland                                                            | RTL 2                            | 2007                              |
| Frankrijk                                                            | TF1                              | 30 juni 2007                      |
| Hongarije                                                            | TV2                              | 4 maart 2007                      |
| IJsland                                                              | Skjár 1                          | januari 2007                      |
| India                                                                | Star World                       | 24 januari 2007                   |
| Indonesië                                                            | Star World                       | 31 januari 2007                   |
| Israël                                                               | YES Stars                        | 2007                              |
| Italië                                                               | Mediaset                         | 2007                              |
| Maleisië                                                             | TV3 Star World                   | 31 januari 2007                   |
| Mexico                                                               | Zender van Universal             | 9 maart 2007                      |
| Nederland                                                            | RTL 5                            | 15 januari 2007                   |
| Nieuw-Zeeland                                                        | TV3                              | 15 januari 2007                   |
| Peru                                                                 | Zender van Universal             | maart 2007                        |
| Portugal                                                             | TVI                              | 2007                              |
| Singapore                                                            | Channel 5 Star World             | 2007 31 januari 2007              |
| Spanje                                                               | Sci Fi Telemadrid                | 1 februari 2007 15 februari, 2007 |
| Turkije                                                              | CNBC-e                           | 2007                              |
| Venezuela                                                            | Zender van Universal             | maart 2007                        |
| Verenigd Koninkrijk                                                  | BBC Two Sci Fi Channel           | 25 juli 2007 19 februari 2007     |
| Verenigde Staten                                                     | NBC Sci-Fi Channel               | 25 september 2006                 |
| United States Armed Forces                                           | AFN                              | 2 januari 2007                    |
| Zweden                                                               | Canal+ TV4                       | 7 februari 2007 herfst 2007       |

## Andere media

### Webisodes
Tevens zijn er een 5-tal Webisodes te vinden op het internet.
Korte filmpjes van 3, 4 of 5 delen van 3 tot 5 minuten.
Deze afleveringen heten:
- Going Postal
- Destiny
- The recruit
- Hard Knox
- Nowhere man

Deze speciale afleveringen zitten niet in de serie en zijn speciaal gemaakt. Ze zijn allen te vinden op het internet en een aantal delen van de afleveringen zijn te vinden op YouTube.

### Heroes 360 experience
De Heroes 360 experience is een digitale uitbreiding op de serie die op 19 januari 2007 werd vrijgegeven. De Heroes 360 experience begon op 22 januari 2007, op de dag dat aflevering 12 Godsend voor het eerst werd uitgezonden. Kijkers kunnen aanwijzingen van de serie onderzoeken op de officiële webpagina's.
- Deelnemers kunnen een speciaal telefoonnummer bellen voor extra content, ook kunnen ze SMS-berichten ontvangen met updates en aanwijzingen voor het vinden van meer content.
- Deelnemers kunnen zich registreren met hun e-mailadres voor een extra interactieve ervaring, waaronder e-mails van de personages.
- Er is extra informatie over de personages en verhaallijnen verborgen op de website en andere websites die zijn opgezet om de verhalen uit te breiden, waaronder MySpacepagina's en nep privé-sites.
- Commentaar van de acteurs is toegevoegd aan de webafleveringen.
- Het telefoonnummer, 1-800-PRIMA-16, voor het fictieve bedrijf Primatech, waar Mr. Bennet werkt in de serie was onthuld in aflevering 12 "Godsend" wanneer Bennet zijn visitekaartje aan Mohinder Suresh geeft. Alleen de "Toegangscode" (geschreven op de achterkant van de kaart) was niet te zien. De echte toegangscode (onthuld op de blog van Hana Gitelman) is 42307#.

### Primatech Paper-website
Op 30 januari 2007 kregen de deelnemers een e-mail van Hana Gitelman met instructies het verborgen RNA-symbool te vinden op de About pagina van primatechpaper.com, 'The Company', deze verwees naar een aanmeld scherm. De instructies waren om aan te melden als "bennet" met als wachtwoord "claire". Dit verwees naar een pagina getiteld "Assignment Tracker, Group C3", een lijst van vier naamloze velden. De e-mail onthulde ook het wachtwoord van de eerste, C001. Latere e-mails en SMS-berichten bevatten de andere wachtwoorden.
| Veldnaam | Wachtwoord | Subject naam                                                       |
| -------- | ---------- | ------------------------------------------------------------------ |
| C3001    | HGghx11a   | Hana Gitelman (codenaam: Wireless)                                 |
| C3002    | MPggtn75x  | Matt Parkman (identiteit onthuld in de biografie van subject C003) |
| C3003    | TSntz14b   | Ted Sprague                                                        |
| C3004    | GGeh81zu   | Gabriel Gray (Alias: Sylar)                                        |

De gebruikersnaam voor alle 4 de bestanden is "bennet"

## Trivia
- Voor de promotie van Heroes op radio en televisie heeft de NBC de song Together gebruikt, van het album "Dying for a Heart" van de Amerikaanse zangeres Krystal Meyers.
- Amerikaanse tv-critici hebben de serie Heroes uitgeroepen tot beste serie van het jaar.[11]
- De BBC zendt een korte serie over Heroes uit, genaamd Heroes Unmasked. Hierin is te zien hoe de personages en afleveringen tot stand zijn gekomen, inclusief commentaren en gesprekken met de filmploeg.
- Alle schilderijen die in Heroes te zien zijn worden gemaakt door kunstenaar Tim Sale.
- Op 14 mei 2007 kondigde NBC een spin-offserie aan genaamd "Heroes: Origins", die zes afleveringen zou beslaan. Tevens zou de serie een nieuw personage introduceren. De productie kwam echter niet van de grond als gevolg van een staking van de Writers Guild of America. Uiteindelijk werd het project geheel afgeblazen.